# Salto do Céu
Salto do Céu är en kommun i Brasilien.   Den ligger i delstaten Mato Grosso, i den centrala delen av landet, 1 100 km väster om huvudstaden Brasília. Antalet invånare är 3 903.
Omgivningarna runt Salto do Céu är huvudsakligen savann. Trakten runt Salto do Céu är nära nog obefolkad, med mindre än två invånare per kvadratkilometer.